# Macrosiphum yomogi
Macrosiphum yomogi är en insektsart. Macrosiphum yomogi ingår i släktet Macrosiphum och familjen långrörsbladlöss. Inga underarter finns listade i Catalogue of Life.